# John Vyvyan
John Vyvyan foi um escritor e protetor nos direitos dos animais britânico. Formado em literatura e arqueologia.